# Rechtsmittel
Ein Rechtsmittel ist in Deutschland die Anfechtung einer gerichtlichen Entscheidung. Das Rechtsmittel ist abzugrenzen gegen den Oberbegriff Rechtsbehelf, mit dem allgemein die Anfechtung einer staatlichen, also auch behördlichen Entscheidung beschrieben wird. Daher können Rechtsmittel auch als Rechtsbehelfe gegen gerichtliche Entscheidungen definiert werden. Abweichend davon wird in Österreich und der Schweiz der Begriff Rechtsmittel für jede Anfechtung einer (gerichtlichen oder behördlichen) Entscheidung verwendet.
Im deutschen Staatshaftungsrecht bezeichnet der Begriff neben Berufung, Revision und Beschwerde gegen gerichtliche Entscheidungen auch alle anderen Rechtsbehelfe gegen eine Amtshandlung, die sich dazu eignen, die beanstandete Amtshandlung und mit ihr einen Schaden abzuwehren. Dazu gehören auch Erinnerung, Gegenvorstellung, Widerspruch gegen einen Verwaltungsakt und Dienstaufsichtsbeschwerde.

## Suspensiv- und Devolutiveffekt
Der Suspensiveffekt (von lateinisch suspendere „zum Schweben bringen“) bewirkt, dass die Entscheidung nicht wirksam wird, bevor über das Rechtsmittel (oder den Rechtsbehelf) abschließend entschieden ist. Bei wirksamer Einlegung eines Rechtsmittels wird das Urteil daher zunächst nicht rechtskräftig. Der Devolutiveffekt (von lat. devolvere „fortwälzen“) hat zur Folge, dass die Sache zur Entscheidung in eine höhere Instanz gehoben wird (vergleiche iudex ad quem). Dies bedeutet bei einer gerichtlichen Entscheidung, dass ein im Instanzenzug übergeordnetes Gericht entscheidet (z. B. Landgericht statt Amtsgericht). Trotz des Suspensiveffekts sind andere nachteilige Nebenfolgen nicht ausgeschlossen, etwa Fristunterbrechungen im Fahreignungsregister, der so genannten Verkehrssünderkartei des Kraftfahrt-Bundesamtes (KBA).
Die Entscheidung des Rechtsmittelgerichts kann rein kassatorisch oder reformatorisch sein.

## Rechtsmittel im Zivilprozess
Da die Rechtsmittel eine formalisierte Anfechtung darstellen, sind sie in ihrer Zahl beschränkt. So gibt es zum Beispiel im deutschen Zivilprozess nur die Rechtsmittel der Berufung, der Revision und die sofortige Beschwerde (der jedoch gemäß § 570 Abs. 1 der Zivilprozessordnung (ZPO) nur in den dort bestimmten Fällen ein Suspensiveffekt zukommt).
Beispiele für Rechtsmittel im Zivilprozess sind:
- Berufung § 511 ZPO
- Revision § 545 ZPO
- (sofortige) Beschwerde § 567 ZPO

### Auswirkungen der Rechtsmittel im Zivilprozessrecht
Auf eine Berufung, Revision, Sprungrevision, Nichtigkeitsklage, Restitutionsklage oder der Wiedereinsetzung in den vorigen Stand folgt eine erneute oder fortgesetzte mündliche Verhandlung. Auf eine Beschwerde, sofortige Beschwerde oder Ablehnung entscheidet das Gericht (ggf. das nächsthöhere Gericht) während der mündlichen Verhandlung (unzulässig oder verfahrensverschleppend) oder bei einer Unterbrechung der Verhandlung im schriftlichen Verfahren. Nach Erschöpfung des Rechtswegs kann grundsätzlich eine Verfassungsbeschwerde eingereicht werden. Mangels Suspensiveffekt hat die Verfassungsbeschwerde jedoch lediglich den Charakter eines letzten und subsidiären Rechtsbehelfs zur Verhinderung oder Kompensierung einer Grundrechtsverletzung.

### Prozesshandlungen im Zivilprozess
Im Zivilprozess sind folgende Prozesshandlungen vorgesehen:
- Wiedereinsetzung in den vorigen Stand § 233 ZPO (entspricht der Anhörungsrüge bzw. Wiedereinsetzung im Strafrecht)
- Ablehnung eines Richters nach § 42 ZPO

## Rechtsmittel im Strafprozess
- Berufung nach § 312 StPO
- Berufung und gleichzeitige Wiedereinsetzung in den vorigen Stand nach § 315 StPO (z. B. bei Abwesenheitsurteil)
- Revision nach § 333 oder Sprungrevision nach § 335 StPO
- Beschwerde nach § 304 StPO
- weitere Beschwerde nach § 310 StPO
- sofortige Beschwerde nach § 311 StPO
- Nachholen des rechtlichen Gehörs in Verbindung mit einer Beschwerde nach § 311a StPO

Im Strafprozess ist die fehlerhafte Bezeichnung eines Rechtsmittels unschädlich (§ 300 StPO).
Ein Rechtsmittelverzicht ist möglich (§ 302 StPO), es sei denn, dem Urteil ist eine Verständigung gemäß § 257c StPO vorausgegangen. Dann ist ein Rechtsmittelverzicht unzulässig (§ 302 Abs. 1 Satz 2 StPO). Ein Widerruf (Rücknahme) oder eine Anfechtung eines Rechtsmittelverzichts ist unzulässig (Ausnahme: Irreführung). Bei allseitigem Rechtsmittelverzicht wird ein Urteil sofort rechtskräftig. Zu einem Rechtsmittelverzicht sollte der Angeklagte nicht im Anschluss an die Urteilsverkündung durch den Vorsitzenden veranlasst werden (Nr. 142 Abs. 2 Satz 1 RiStBV).
Im Strafprozess ist eine Rechtsmittelbelehrung vorgeschrieben (§ 35a StPO).
Die Einlegung eines farblosen oder unbestimmten Rechtsmittels ist nach allgemeiner Meinung zulässig. So bezeichnet man ein Rechtsmittel gegen ein Urteil des Amtsgerichts, das sowohl mit Berufung als auch mit Revision angegriffen werden kann (vgl. § 302 StPO), ohne dass in der Einlegung des Rechtsmittel bereits eine Festlegung auf eine der beiden Möglichkeiten erfolgt. Bis zum Ende der Revisionsbegründungsfrist kann der Rechtsmittelführer noch entscheiden, ob das Rechtsmittel doch eine Revision sein soll. Bleibt es beim eingelegten farblosen Rechtsmittel, wird es als Berufung behandelt. Das Gleiche gilt, wenn die Revisionseinlegung verfristet wäre. Die farblose Einlegung des Rechtsmittels kann sinnvoll sein, da innerhalb der nur einwöchigen Einlegungsfrist die schriftliche Urteilsbegründung und das Terminsprotokoll meist noch nicht vorliegen und damit (noch) nicht beurteilt werden kann, ob Berufung oder Revision zweckdienlicher ist.
Die Beschränkung auf ein Wahlrechtsmittel (Berufung oder Revision) gibt es nur im Jugendgerichtsgesetz  (§ 55 Abs. 2 JGG), nicht in der StPO.

### Auswirkung der Rechtsmittel im Strafprozess
Auf eine Berufung, Revision, Sprungrevision oder der Nachholung des rechtlichen Gehörs folgt eine erneute oder fortgesetzte mündliche Verhandlung. Auf eine Beschwerde, sofortige Beschwerde, weitere Beschwerde oder Ablehnung entscheidet das Gericht (ggf. das nächsthöhere Gericht) während der mündlichen Verhandlung (unzulässig oder verfahrensverschleppend) oder außerhalb der Hauptverhandlung im Beschlusswege.

### Prozesshandlungen im Strafprozess (Auszug)
Im Strafprozessrecht sind insbesondere die folgenden Prozesshandlungen vorgesehen:
- Anhörungsrüge nach § 33a StPO oder nach § 356a StPO
- Besetzungsrüge nach § 222b StPO
- Ablehnung eines Richters nach § 24 StPO
- Einspruch gegen einen Strafbefehl nach § 410 StPO
- Wiedereinsetzung in den vorigen Stand § 44 StPO
- Wiederaufnahme des Verfahrens § 359 StPO

## Verbot der Verschlechterung
Wird ein Rechtsmittel eingelegt, so hat dies in der Regel eine Beschränkung der höheren Instanz im Hinblick auf die Abänderung der Entscheidung zur Folge (→ reformatio in peius). Das bedeutet, dass die höhere Instanz die Entscheidung aus Sicht des Rechtsmittelführers nicht verschlechtern darf, wenn nur eine Prozesspartei ein Rechtsmittel eingelegt hat.

## Rechtsmittelfrist
Da die Einlegung eines Rechtsmittels den Eintritt der Rechtskraft hindert, ist sie nur innerhalb einer bestimmten Frist zulässig. Der Grund hierfür ist das erwünschte Eintreten von Rechtsfrieden und Rechtssicherheit. Wird die Frist schuldlos versäumt, kommt häufig eine Wiedereinsetzung in den vorigen Stand in Betracht. Dies bedeutet, dass das Verfahren in den Stand versetzt wird (bspw. vor dem Versäumnisurteil), so dass dem Angeklagten noch ein rechtliches Gehör gewährt werden kann.

### Rechtsmittelfristen im Strafrecht
Beschwerden haben im Strafrecht keine aufschiebende oder vollzugshemmende Wirkung (§ 307 StPO); die Anordnung der hemmenden Wirkung kann aber beantragt werden. Unterschieden werden:
- einfache Beschwerde § 304 StPO – normalerweise eine Woche nach Bekanntgabe der Entscheidung
- weitere Beschwerde § 310 StPO – keine Frist
- sofortige Beschwerde § 311 StPO – eine Woche nach Bekanntgabe der Entscheidung
- Beschwerde zur Nachholung des rechtlichen Gehörs § 311a StPO – 14 Tage nach Kenntnis

## Vergleich mit der Österreichischen Zivilprozessordnung
Nach der österreichischen Zivilprozessordnung (öZPO) werden Rechtsmittel in Rechtsmittel im engeren Sinne und in Rechtsbehelfe unterschieden:
Rechtsmittel sind grundsätzlich alle Anträge einer Partei auf Überprüfung einer Entscheidung, sofern die Partei nicht vollständig obsiegt hat.
Rechtsmittel im engeren Sinne sind Berufung, Rekurs und Revision (enger Rechtsmittelbegriff der öZPO).
Rechtsbehelfe sind alle sonstigen im Zivilverfahren gestellten Anträge auf Abänderung oder Aufhebung einer Rechtsfolge einer Entscheidung (Urteil oder Beschluss) durch eine weitere Entscheidung. Rechtsbehelfe sind zum Beispiel: Einspruch gegen einen bedingten Zahlungsbefehl, Rechtsmittelklagen, Widerspruch gegen ein Versäumungsurteil, Antrag auf Wiedereinsetzung in den vorherigen Stand, Antrag im Bestandsverfahren, Antrag im Wechselverfahren (Wechselzahlungsauftrag).
Rechtsmittel werden zusätzlich unterteilt in:
- ordentliche – außerordentliche Rechtsmittel,
- Aufsteigende (devolutive) – in derselben Instanz bleibende (remonstrative) Rechtsmittel,
- Aufschiebende (suspensive) – nicht aufschiebende Rechtsmittel,
- einseitige – zweiseitige Rechtsmittel,
- volle – beschränkte Rechtsmittel,
- aufhebende – abändernde Rechtsmittel,
- selbstständige – vorbehaltene Rechtsmittel,
- sofort statthafte – anzumeldende Rechtsmittel.

## Vergleich mit dem  Schweizerischen Verwaltungsprozess
Hier sind Rechtsmittel auch rechtsstaatliche Behelfe von Bürgern gegen potenziell rechtswidrige Verwaltungsakte. Mit Einsprache und Beschwerde kann die Verwaltung (im letzteren Falle eine vorgesetzte Instanz) angehalten werden, den Verwaltungsakt nachzuprüfen. Danach ist ein Weiterzug an das Verwaltungsgericht möglich.

## Ökonomische Analyse der Rechtsmittel
Auch die ökonomische Analyse des Rechts beschäftigt sich mit den Rechtsmitteln und dem (zumeist dreistufigen) Instanzenweg. Man kann zwei unterschiedliche Vorgehensweisen unterscheiden.
Zum einen wird unter der Annahme argumentiert, dass der Kläger (Geschädigte) mit Sicherheit weiß, dass er im Recht ist. Nur das Gericht weiß dies nicht und trifft falsche Entscheidungen. Die Rechtsmittel und der Instanzenweg haben dann lediglich die Aufgabe einer Korrektur falscher Entscheidungen der Vorinstanzen.
Zum anderen geht man davon aus, dass auch der Kläger (Geschädigte) nicht mit Sicherheit weiß, ob er im Recht ist und Recht bekommt (unvollständig geregelte Situation, schwierige Beweislage, unklare Rechtslage usw.). Mithilfe eines wahrscheinlichkeitstheoretischen Ansatzes kann man dann die Prozessrisiken abschätzen und zeigen, wie sich Kläger und Beklagte in einem Rechtsmittelinstanzenweg verhalten oder verhalten sollten und welche Konsequenzen dieses Verhalten hat. Das Entscheidungskalkül führt zu Erwartungswerten, die man mit den entsprechenden empirischen Daten vergleichen und damit das tatsächliche Klageverhalten analysieren kann.
Zu beachten bei der ökonomischen Analyse der Rechtsmittel sind neben den Erfolgsaussichten auch die beim Beschreiten des Instanzenwegs anfallenden Kosten (Gerichtsgebühren, Anwaltshonorare usw.). Es gibt zwei Prinzipien, diese Kosten den Parteien anzulasten, nämlich die American rule und die English rule. Gemäß der American rule trägt jede Partei ihre Kosten selber. Diese Regel gilt in den USA. Gemäß der English rule trägt die Kosten der Verlierer. Nach deutschem (europäischem) Recht gilt die English rule in Form der sogenannten Unterliegenshaftung. Das bedeutet, dass die unterliegende Partei alle Kosten des Verfahrens trägt. Die ökonomische Analyse der Rechtsmittel ermittelt für beide Prinzipien die entsprechenden Entscheidungskalküle und Erwartungswerte und erlaubt somit einen Vergleich.
Die ökonomische Analyse der Rechtsmittel beschäftigt sich auch mit der Mediation. Gerade die Frage, ob man Rechtsmittel einlegen soll oder ob eine außergerichtliche Einigung per Mediation möglich erscheint, muss an jeder Stelle des Instanzenwegs beantwortet werden. Es bedarf hier der exakten Abschätzung des Prozessrisikos und der finanziellen, zeitlichen und psychischen Kosten des Einlegens von Rechtsmitteln im Vergleich mit einer möglichen Einigung in einem Mediationsverfahren.

## Rechtsmittel im EWR
Rechtsmittel im Zivilprozessrecht
| DE | Berufung             | Revision             | §§ 511, 542 ZPO              |
| AT | Berufung             | Revision             | §§ 461, 502 ZPO              |
| LI | Berufung             | Revision             | §§ 431, 471 ZPO              |
| FR | Appel                | Cassation            | Art. 542, 604 CPC            |
| BE | Appel / Hoger beroep | Cassation / Cassatie | Art. 1050, 1073 CJ / GWb     |
| NL | Hoger beroep         | Cassatie             | Art. 332, 398 Rv             |
| LU | Appel                | Cassation            | Art. 571 CPC, Loi 1855-02-18 |
| IT | Appello              | Cassazione           | Art. 339, 360 CPC            |
| ES | Apelación            | Casación             | Art. 455, 477 LECiv          |
| PT | Apelação             | Revista              | Art. 644, 671 CPC            |
| PL | Apelacja             | Kasacja              | Art. 367, 3981 KPC           |
| EE | Apellatsioon         | Kassatsioon          | TsMS §§ 630, 668             |
| LV | Apelācija            | Kasācija             | CPL 413., 450.pants          |
| LT | Apeliacija           | Kasacija             | CPK 301, 340 str.            |
| CZ | Odvolání             | Dovolání             | §§ 201, 236 OSŘ              |
| SK | Odvolanie            | Dovolanie            | §§ 355, 419 CSP              |
| HU | Fellebbezés          | Perorvoslat          | 233., 270. §§ Pp             |
| RO | Apelul               | Recursul             | Art. 466, 483 CPC            |
| BG | Въззивно обжалване   | Касационно обжалване | Чл. 258, 280 ГПК             |
| SI | Pritožba             | Revizija             | 333., 367. čl. ZPP           |
| HR | Žalba                | Revizija             | Čl. 348, 382 ZPP             |
| GR | Έφεση                | Αναίρεση             | Αρθ. 511, 552 ΚΠΔ            |
| DK | Anke                 | Anke                 | § 368 Retsplejeloven         |
| NO | Anke                 | Anke                 | Kap. 29, 30 Tvisteloven      |
| IS | Áfrýjun              | Áfrýjun              | L. 91/1991, 151., 175. gr.   |
| SV | Överklagande         | Överklagande         | 49, 54 kap. RB               |
| FI | Muutoksenhaku        | Muutoksenhaku        | OK 25, 30                    |
| UK | Appeal               | Appeal               | CPR, SCR                     |
| IE | Appeal               | Appeal               | RSC                          |
| MT | Appeal               | Appeal               | Art. 226 of Cap. 12          |
| CY | Appeal / Έφεση       | Appeal / Έφεση       | CPR, Order 35                |